# Atalbéitar
Atalbéitar es una localidad española perteneciente al municipio de La Taha, en la comarca de la Alpujarra Granadina, provincia de Granada. Hasta 1975 formaba parte como anejo del municipio de Ferreirola, también integrado en La Taha en aquella fecha. Históricamente perteneció a la taha de Ferreyra y anteriormente al ŷuz´ primero y luego al iqlim de Farrayra.

## Toponimia
Su nombre procede del árabe harat albáyṭar cuyo significado es 'barrio del veterinario'. El topónimo de la localidad se escribía anteriormente en español con la grafía Atalbeytar, actualmente en desuso y desaconsejada por la RAE por su carácter arcaizante.